# Xoắn tinh hoàn

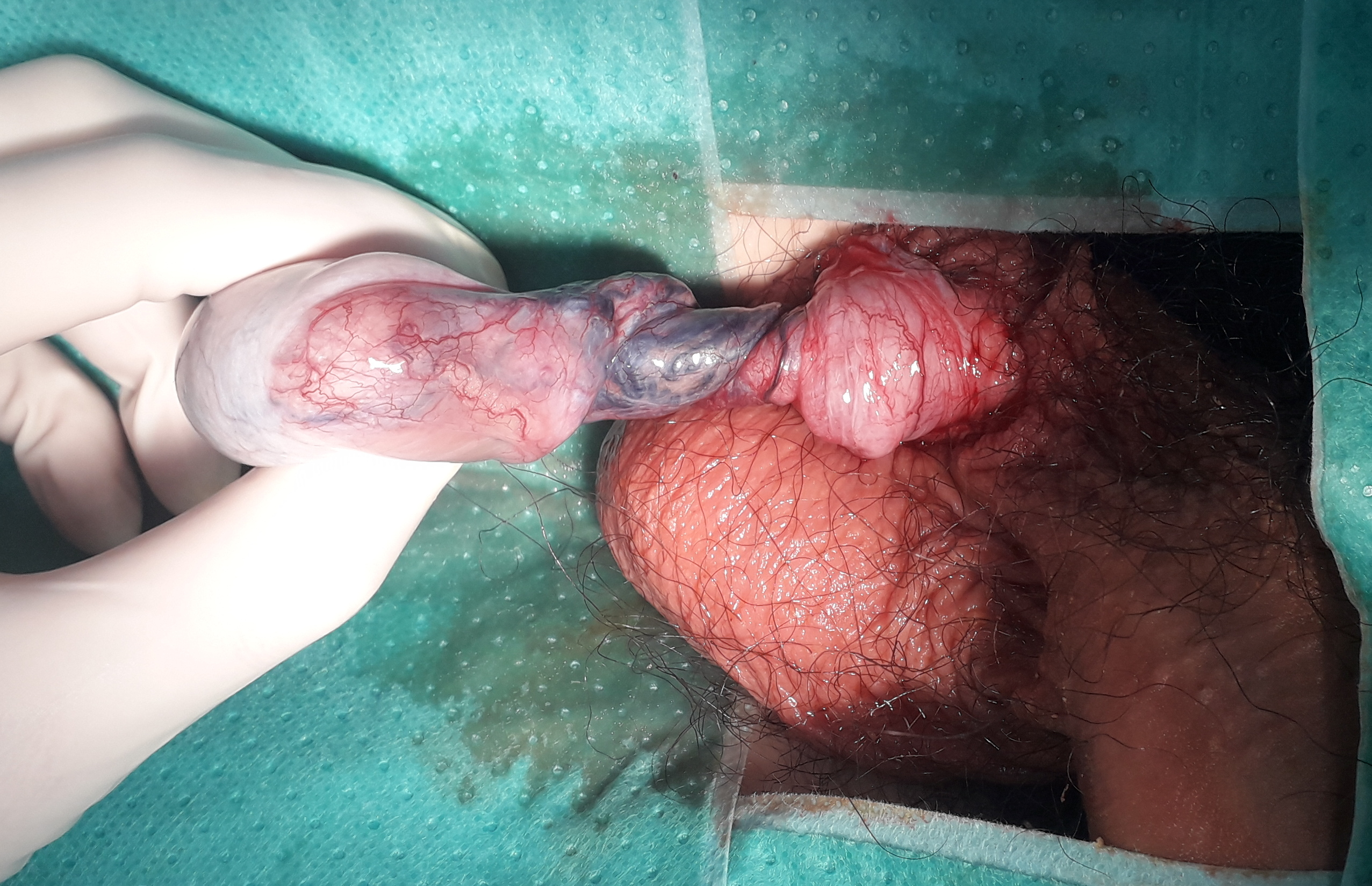

Xoắn tinh hoàn xảy ra khi dây treo tinh hoàn (giữ tinh hoàn lơ lửng) bị xoắn lại, cắt đứt nguồn cung cấp máu đến tinh hoàn. Triệu chứng phổ biến nhất ở trẻ em là đau tinh hoàn đột ngột, dữ dội. Tinh hoàn có thể cao hơn bình thường ở bìu và nôn có thể xảy ra. Ở trẻ sơ sinh, cơn đau thường không có và thay vào đó, bìu có thể bị đổi màu hoặc tinh hoàn có thể biến mất khỏi vị trí thông thường.
Hầu hết những người bị chứng này không có vấn đề sức khỏe tiềm ẩn rõ ràng trước. Khối u tinh hoàn hoặc chấn thương trước có thể làm tăng nguy cơ. Các yếu tố nguy cơ khác bao gồm dị tật bẩm sinh được gọi là "dị dạng chuông kêu" trong đó tinh hoàn được gắn không hoàn toàn vào bìu cho phép nó di chuyển tự do hơn và do đó có khả năng xoắn.  Nhiệt độ lạnh cũng có thể là một yếu tố rủi ro.  Chẩn đoán thường nên được thực hiện dựa trên các triệu chứng có được. Siêu âm có thể hữu ích khi chẩn đoán là không rõ ràng.
Điều trị bằng cách gỡ xoắn tinh hoàn, nếu có thể, sau đó là phẫu thuật.  Đau có thể được điều trị bằng thuốc giảm đau opioid.  Kết quả phụ thuộc vào thời gian để điều chỉnh.  Nếu được điều trị thành công trong vòng sáu giờ khởi phát, kết quả thường là tốt, tuy nhiên, nếu trì hoãn từ 12 giờ trở lên, tinh hoàn thường không thể cứu vãn được. Khoảng 40% người bị đề nghị cắt bỏ tinh hoàn.
Nó phổ biến nhất chỉ sau khi sinh và ở tuổi dậy thì.  Nó xảy ra ở khoảng 1 trong 4.000 đến 1 trong 25.000 nam giới dưới 25 tuổi mỗi năm. Trong số những trẻ bị đau tinh hoàn khởi phát nhanh, xoắn tinh hoàn là nguyên nhân của khoảng 10% trường hợp.  Các biến chứng có thể bao gồm việc không thể có con.  Chứng bệnh này được Louis Delasiauve mô tả lần đầu tiên vào năm 1840.

## Dấu hiệu và triệu chứng
Xoắn tinh hoàn thường biểu hiện với việc đau tinh hoàn nặng hoặc đau ở háng và bụng dưới. Đau thường bắt đầu đột ngột và thường chỉ liên quan đến một bên tinh hoàn. Thường có các triệu chứng phụ là buồn nôn và ói mửa.  Tinh hoàn có thể nằm cao hơn ở bìu do xoắn và sau đó rút ngắn dây hoàn  hoặc có thể được định vị theo hướng nằm ngang. Có thể khu vực bị xoắn sẽ có hơi ấm và màu đỏ. Độ treo cao của tinh hoàn có thể làm tăng cảm giác đau. Phản xạ cremasteric, thường gây ra sự tăng cao của tinh hoàn bằng cách vuốt ve đùi trong, có thể không có, đặc biệt là ở trẻ em.  Các triệu chứng tiết niệu, chẳng hạn như đau hoặc tăng tần suất đi tiểu cũng thường không có. Triệu chứng khởi phát thường theo sau hoạt động thể chất hoặc chấn thương tinh hoàn hoặc bìu. Trẻ bị xoắn tinh hoàn có thể thức dậy với cảm giác đau tinh hoàn hoặc đau bụng vào giữa đêm hoặc sáng. Có thể có một lịch sử của các cơn đau bìu tương tự trước đó do xoắn tinh hoàn thoáng qua trước đó với độ việc gỡ xoắn tự phát.